# Symphlebia ignipicta
Symphlebia ignipicta là một loài bướm đêm thuộc phân họ Arctiinae, họ Erebidae.